# Campionato europeo di pallanuoto 2006 (maschile)
La XXVIIª edizione del campionato europeo di pallanuoto, si è disputata a Belgrado fra il 1º ed il 10 settembre 2006. La manifestazione si è svolta a tre anni di distanza dalla precedente edizione di Kranj per la decisione della LEN di far svolgere il torneo negli anni pari.
Gli incontri si sono giocati nelle piscine Tašmajdan della capitale serba, in cui i padroni di casa hanno conquistato il terzo titolo europeo consecutivo (assommando le precedenti vittorie di Jugoslavia e Serbia e Montenegro).

## Squadre partecipanti
Sono state ammesse di diritto le prime sei classificate dell'Europeo 2003, le altre sei squadre hanno avuto accesso al torneo tramite le qualificazioni.
| Gruppo A    | Gruppo B |
| ----------- | -------- |
| Paesi Bassi | Croazia  |
| Spagna      | Germania |
| Romania     | Grecia   |
| Russia      | Italia   |
| Serbia      | Slovenia |
| Slovacchia  | Ungheria |

## Fase preliminare

### Gruppo A
| Squadra     | G | V | N | P | GF | GC | DR  | PTS |
| ----------- | - | - | - | - | -- | -- | --- | --- |
| Serbia      | 5 | 5 | 0 | 0 | 78 | 34 | 44  | 15  |
| Spagna      | 5 | 3 | 0 | 2 | 59 | 54 | 5   | 9   |
| Romania     | 5 | 2 | 1 | 2 | 41 | 48 | -7  | 7   |
| Russia      | 5 | 2 | 0 | 3 | 49 | 53 | -4  | 6   |
| Paesi Bassi | 5 | 1 | 2 | 2 | 46 | 58 | -12 | 5   |
| Slovacchia  | 5 | 0 | 1 | 4 | 36 | 62 | -26 | 1   |

- Risultati

| Data     | Ora   | Partita     | Partita | Partita     | Risultato |
| -------- | ----- | ----------- | ------- | ----------- | --------- |
| 01.09.06 | 10:00 | Romania     | -       | Spagna      | 8-11      |
| 01.09.06 | 13:00 | Paesi Bassi | -       | Slovacchia  | 11-11     |
| 01.09.06 | 20:15 | Serbia      | -       | Russia      | 13-6      |
| 02.09.06 | 11:30 | Spagna      | -       | Slovacchia  | 13-8      |
| 02.09.06 | 13:00 | Romania     | -       | Russia      | 13-10     |
| 02.09.06 | 20:15 | Serbia      | -       | Paesi Bassi | 17-10     |
| 03.09.06 | 11:30 | Paesi Bassi | -       | Romania     | 8-8       |
| 03.09.06 | 13:00 | Russia      | -       | Spagna      | 10-13     |
| 03.09.06 | 20:15 | Serbia      | -       | Slovacchia  | 19-2      |
| 04.09.06 | 10:00 | Russia      | -       | Paesi Bassi | 11-5      |
| 04.09.06 | 13:00 | Romania     | -       | Slovacchia  | 7-6       |
| 04.09.06 | 20:15 | Serbia      | -       | Spagna      | 16-11     |
| 05.09.06 | 11:30 | Slovacchia  | -       | Russia      | 9-12      |
| 05.09.06 | 13:00 | Paesi Bassi | -       | Spagna      | 12-11     |
| 05.09.06 | 20:15 | Serbia      | -       | Romania     | 13-5      |

### Gruppo B
| Squadra  | G | V | N | P | GF | GC | DR  | PTS |
| -------- | - | - | - | - | -- | -- | --- | --- |
| Ungheria | 5 | 5 | 0 | 0 | 82 | 41 | 41  | 15  |
| Italia   | 5 | 3 | 0 | 2 | 57 | 50 | 7   | 9   |
| Grecia   | 5 | 2 | 1 | 2 | 59 | 48 | 11  | 7   |
| Germania | 5 | 2 | 1 | 2 | 52 | 54 | -2  | 7   |
| Croazia  | 5 | 1 | 2 | 2 | 57 | 52 | 5   | 5   |
| Slovenia | 5 | 0 | 0 | 5 | 33 | 95 | -62 | 0   |

- Risultati

| Data     | Ora   | Partita  | Partita | Partita  | Risultato |
| -------- | ----- | -------- | ------- | -------- | --------- |
| 01.09.06 | 11:30 | Ungheria | -       | Slovenia | 23-6      |
| 01.09.06 | 17:15 | Grecia   | -       | Germania | 11-8      |
| 01.09.06 | 18:45 | Croazia  | -       | Italia   | 8-9       |
| 02.09.06 | 10:00 | Slovenia | -       | Grecia   | 6-19      |
| 02.09.06 | 17:15 | Italia   | -       | Germania | 8-11      |
| 02.09.06 | 18:45 | Croazia  | -       | Ungheria | 11-16     |
| 03.09.06 | 10:00 | Germania | -       | Slovenia | 14-6      |
| 03.09.06 | 17:15 | Grecia   | -       | Croazia  | 10-10     |
| 03.09.06 | 18:45 | Ungheria | -       | Italia   | 13-6      |
| 04.09.06 | 11:30 | Italia   | -       | Slovenia | 20-7      |
| 04.09.06 | 17:15 | Ungheria | -       | Grecia   | 10-8      |
| 04.09.06 | 18:45 | Croazia  | -       | Germania | 9-9       |
| 05.09.06 | 10:00 | Slovenia | -       | Croazia  | 8-19      |
| 05.09.06 | 17:15 | Germania | -       | Ungheria | 10-20     |
| 05.09.06 | 18:45 | Grecia   | -       | Italia   | 11-14     |

## Fase finale

### Quarti di finale
| Data     | Ora   | Partita | Partita | Partita | Risultato |
| -------- | ----- | ------- | ------- | ------- | --------- |
| 07.09.06 | 18:45 | Spagna  | -       | Grecia  | 12-10     |
| 07.09.06 | 20:15 | Italia  | -       | Romania | 9-10      |

- 7º/12º posto

| Data     | Ora   | Partita     | Partita | Partita    | Risultato |
| -------- | ----- | ----------- | ------- | ---------- | --------- |
| 07.09.06 | 10:00 | Paesi Bassi | -       | Slovenia   | 12-8      |
| 07.09.06 | 11:30 | Croazia     | -       | Slovacchia | 12-6      |

### Semifinali
| Data     | Ora   | Partita  | Partita | Partita | Risultato |
| -------- | ----- | -------- | ------- | ------- | --------- |
| 08.09.06 | 18:45 | Serbia   | -       | Romania | 13-6      |
| 08.09.06 | 20:15 | Ungheria | -       | Spagna  | 16-10     |

- 7º/10º posto

| Data     | Ora   | Partita  | Partita | Partita     | Risultato |
| -------- | ----- | -------- | ------- | ----------- | --------- |
| 08.09.06 | 11:30 | Russia   | -       | Croazia     | 7-10      |
| 08.09.06 | 13:00 | Germania | -       | Paesi Bassi | 12-6      |

### Finali
- 11º posto

| Data     | Ora   | Partita  | Partita | Partita    | Risultato |
| -------- | ----- | -------- | ------- | ---------- | --------- |
| 08.09.06 | 10:00 | Slovenia | -       | Slovacchia | 9-10      |

- 9º posto

| Data     | Ora   | Partita | Partita | Partita     | Risultato |
| -------- | ----- | ------- | ------- | ----------- | --------- |
| 09.09.06 | 10:00 | Russia  | -       | Paesi Bassi | 15-10     |

- 7º posto

| Data     | Ora   | Partita | Partita | Partita  | Risultato |
| -------- | ----- | ------- | ------- | -------- | --------- |
| 09.09.06 | 11:30 | Croazia | -       | Germania | 11-7      |

- 5º posto

| Data     | Ora   | Partita | Partita | Partita | Risultato |
| -------- | ----- | ------- | ------- | ------- | --------- |
| 09.09.06 | 13:00 | Grecia  | -       | Italia  | 10-11 dTS |

- Finale per il Bronzo

| Data     | Ora   | Partita | Partita | Partita | Risultato |
| -------- | ----- | ------- | ------- | ------- | --------- |
| 10.09.06 | 18:45 | Romania | -       | Spagna  | 4-10      |

- Finale per l'Oro

| Data     | Ora   | Partita | Partita | Partita  | Risultato |
| -------- | ----- | ------- | ------- | -------- | --------- |
| 10.09.06 | 21:00 | Serbia  | -       | Ungheria | 9-8       |

Nota
1. ↑  Tutti gli orari sono espressi in ora locale (UTC +2, CEST)

## Classifica Finale
| Pos. | Squadra     |
| ---- | ----------- |
|      | Serbia      |
|      | Ungheria    |
|      | Spagna      |
| 4    | Romania     |
| 5    | Italia      |
| 6    | Grecia      |
| 7    | Croazia     |
| 8    | Germania    |
| 9    | Russia      |
| 10   | Paesi Bassi |
| 11   | Slovacchia  |
| 12   | Slovenia    |

## Classifica marcatori
|  | Gol | Marcatore        | Squadra  |
|  | --- | ---------------- | -------- |
|  | 33  | Aleksandar Šapić | Serbia   |
|  | 21  | Miho Bosković    | Croazia  |
|  | 20  | Tamás Kásás      | Ungheria |
|  | 18  | Guillermo Molina | Spagna   |
|  | 18  | Georgios Ntoskas | Grecia   |